# 경상국립대학교 사범대학 부설고등학교
경상국립대학교 사범대학 부설고등학교(慶尙國立大學校 師範大學 附設高等學校)는 대한민국 경상남도 진주시 가좌동에 있는 국립 고등학교이다.

## 학교 연혁
- 1983년 12월 13일 : 경상대학교 사범대학 부속 중·고등학교 설립 인가(3학급)
- 1984년 3월 1일 : 초대 허종주 교장 취임
- 1984년 3월 5일 : 개교 및 입학식 (185명)
- 1984년 8월 31일 : 학급 증설 인가 (6학급)
- 1987년 3월 1일 : 중·고 분리 운영
- 1991년 9월 1일 : 경상대학교사범대학부속중학교와 校舍 분리
- 2001년 3월 1일 : 경상대학교사범대학부설고등학교로 교명 변경
- 2002년 3월 1일 : 진주시 가좌동 900번지 신축 교사로 이전
- 2003년 12월 8일 : 자기주도적 학습실 마옥당(磨玉堂) 현판식
- 2004년 9월 30일 : 도서관 「책마루」 개관
- 2008년 12월 29일 : 영어전용교실, 과학실현대화, 학습도움실(특수학급) 설치
- 2009년 7월 20일 : 도서관(책마루) 동편 이전 리모델링
- 2010년 2월 17일 : 교과교실제 교실 리모델링(국어 2, 수학 2, 영어1)
- 2011년 3월 2일 : 학생기숙사 마옥실(磨玉室) 개관
- 2014년 4월 26일 : 學校像(淸·樂·新) 기념비 건립
- 2020년 3월 2일 : 교육부 창의융합형 과학실 모델학교 및 고교학점제 연구학교 지정
- 2021년 3월 1일 : 경상국립대학교사범대학부설고등학교로 교명 변경
- 2021년 8월 26일 : 영상활용교육관 개관
- 2023년 2월 8일 : 	제37회 졸업식(145명, 누계 9,035명)
- 2023년 3월 1일 : 제13대 황승재 교장 취임
- 2023년 3월 2일 : 제40회 입학식(남 81명, 여 86명 계 167명)

## 참고 자료
- 경상국립대학교 사범대학 부설고등학교 - 한국교육학술정보원 학교알리미

## 학교 정보
- 경상국립대학교 사범대학 부설고등학교 홈페이지